# Uwe Gensheimer

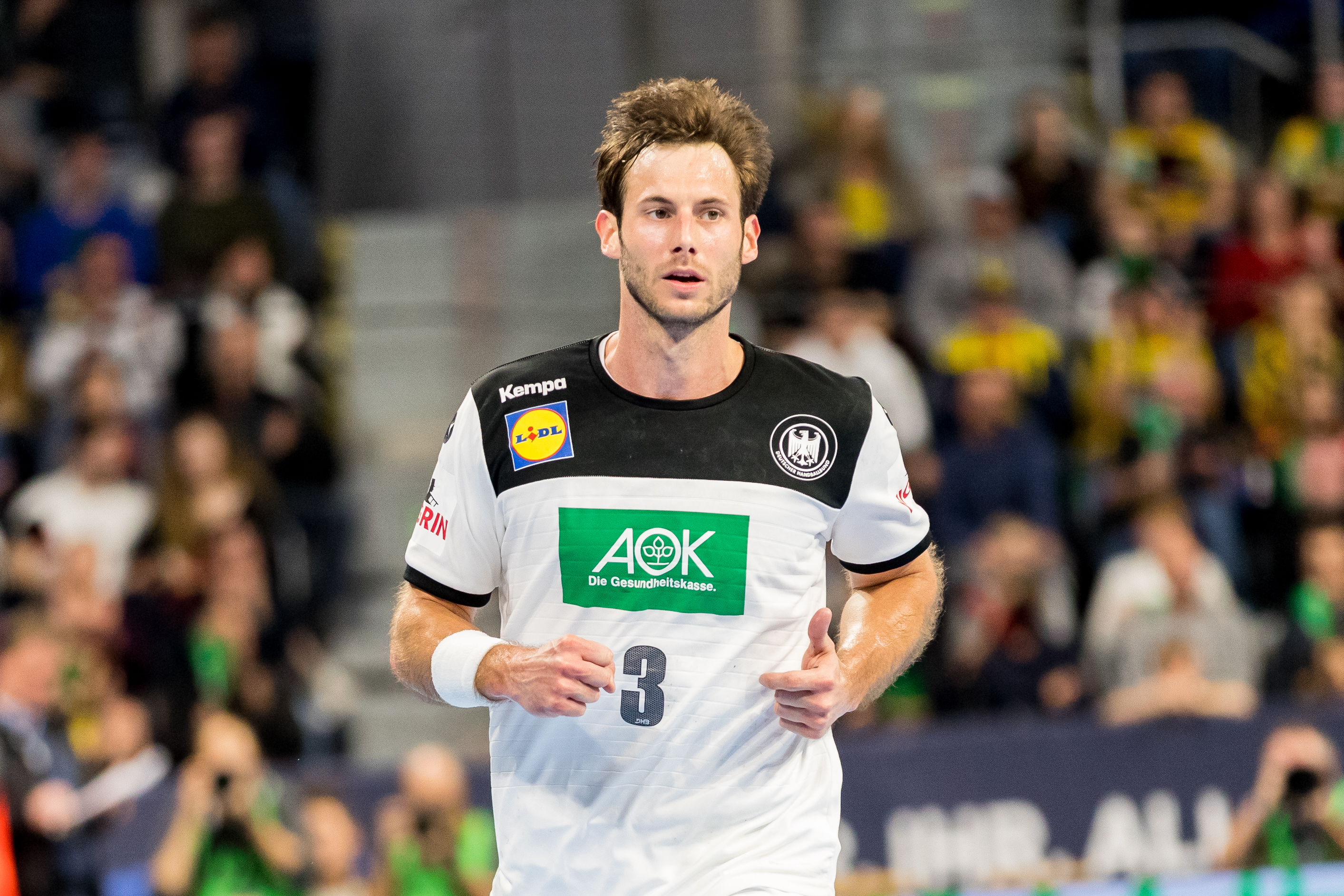
Uwe Gensheimer, 2020.

Uwe Gensheimer, född 26 oktober 1986 i Mannheim, är en tysk tidigare handbollsspelare. Han är högerhänt och spelade i anfall som vänstersexa. Mellan 2014 och 2021 var han lagkapten i det tyska landslaget.

## Meriter
Med klubblag
- EHF-cupmästare 2013 med Rhein-Neckar Löwen
- Tysk mästare 2016 med Rhein-Neckar Löwen
- Tysk cupmästare 2023 med Rhein-Neckar Löwen
- Fransk mästare: 3 (2017, 2018 och 2019) med Paris Saint-Germain
- Fransk cupmästare: 1 (2018) med Paris Saint-Germain
- Fransk ligacupmästare: 3 (2017, 2018 och 2019) med Paris Saint-Germain

Med landslag
- OS-brons 2016
- Guld vid U20-EM 2006 i Österrike
- Silver vid U21-VM 2007 i Makedonien

Individuellt
- Årets handbollsspelare i Tyskland: 4 (2011, 2012, 2013 och 2014)
- 1:a i Champions Leagues skytteliga 2011, 2017 och 2018
- 1:a i franska ligans skytteliga 2017
- 1:a i tyska ligans skytteliga 2012
- Säsongens bästa spelare i Handball-Bundesliga 2010/11[4]
- All-Star Team som bäste vänstersexa i U20-EM 2006
- MVP U21-VM 2007